# نرمين الفقي
نِرمِين الفِقِي (21 يونيو 1973) ، مُمثّلة مِصرِية. بدأَت في مَجال الإعلانات في بِداية التّسعينيّات كمُمثّلة إِعلاَن، ثم في مَجال التّمثيلِ التليفزيُونيّ والمسرحِيّ والسِّينِمائِيّ.

## عن حياتها
ولدت «نرمين عبدالرازق الفقي» في 21 يونيو 1972 في مَدينة الإسكندرية شمال مصر وهي من اصول كرديه. تَخرّجت من كلية فيكتوريا، ثُمّ تَخرّجت من كُلّيّة التِّجارة جامعة الإسكندرية. بدأَت في مجال الإعلانات في بداية التّسعينيّات كمُمثّلة إِعلاَن، ثم في مَجال التمثيل. أدت أَدوار البطولة في العديد من المسلسلات التلفزيونيّة والمسرحيّة والسينمائية. حصلت على العدِيد من الجوائز والأَوسمة كجائزة التميّز وجائزة أَحسن ممثلة. وما زالت الفنانة نرمين الفقي عزباء حتى الآن.

## أعمالها

### مسلسلات
- بعد النهايه 2024
- أبو العروسة 2022
- ضل راجل 2021
- النمر 2021]-شمس
- لؤلؤ (مسلسل) 2020 كامليا
- أبو العروسة (ج1، 2):2017، 2018-عبير
- أبو هيبة في جبل الحلال:2014
- هز الهلال يا سيد:2013
- كان ياما كان: أرواح أليفة:2013
- الإمام الغزالي:2012-نجلاء
- نساء لا تعرف الندم:2009
- الخيول تنام واقفة:2009-ايمان
- مشاعر في البورصة:2009
- بنات عمري:2008-سحر / سمر
- عرب لندن:2008-سونيّا
- العنكبوت:2008
- دموع في حضن الجبل:2008
- إمرأة في شق الثعبان:2007
- أولاد عزام:2007
- لم تنسى أنها امرأة:2006
- عايش في الغيبوبة:2006
- تحياتي إلى العائلة الكريمة:2006
- مواطن بدرجة وزير:2006
- كارنتينا:2005
- أحلامنا الحلوة:2005
- ألف ليلة وليلة: سالم وغانم:2005-الملكة جليلة / نوادر
- للثروة حسابات أخرى:2005
- حكاية بندق:2005
- ورد النيل:2005
- حكاوي طرح البحر:2004
- السيف الوردي:2004
- المهنة طبيب:2004
- عيب يا دكتور:2004
- أصحاب المقام الرفيع:2004
- فلاح في بلاط صاحبة الجلالة:2003
- ثورة الحريم:2003
- الليل وآخره:2003-حسنات
- رجل على الحافة:2002
- الأصدقاء:2002-دينار نعنوع زوجة حسن
- بلد المحبوب:2002
- حمام بشتك:2002
- البحار مندي:2002-زهدانة
- شربات:2002-شربات
- أحلام سنابل:2001
- أحلام العمر:2000
- البحث عن السعاده:2000
- الفسطاط:2000
- الحنين إلى الماضي:1999-هناء بركات
- لن تسرق عمرى:1999
- خيانة:1999-سلوى زوجة محمود
- خلف الأبواب المغلقة:1999-أميمة
- القطار الأخير:1999
- يا قلبي لا تبكي:1999
- المسداوية:1998
- بيت أبو الفرج:1998
- لعبة الحياة (وداعا أيها الأمل):1998
- الوجه الآخر للقمر:1998
- حب تحت الحراسة:1998
- هاربة من الجحيم:1998
- أسير بلا قيود:1998
- رد قلبي:1998-الأميرة أنجي
- غابت الشمس ولم يظهر القمر:1998
- الماضي يعود الآن:1997
- بحار الغربة:1997
- الحصيدة:1997
- طريق السراب:1997
- حياة الجوهري:1997-مايسة
- السيرة الهلالية (ج1):1997-الجازية
- أبناء دهشان:1997
- أيام الغربة:1996
- حلم العمر
- أحلام الغروب:نسمة
- نسيج العنكبوت

### أفلام
- تحت الترابيزة:2016-حياة النفوس نورشان آدم
- دكتور سيلكون:2009-أماني
- الأستاذ عبدالعظيم:2001- إنجي - زوجة عبد العظيم حسين
- الكاشي ماشي:2000-جيهان
- فل الفل:2000-بسمة عباس عبد الدايم
- اللقاء الثاني:1998-ريم
- من القاهرة إلى الزقازيق:1997-زوجة محمود حسن

### أخرى
- مسلسل إذاعي لحن بتلو:2018
- مسرحية أنا ومراتي ومونيكا:1998-ياسمين
- فوازير النص الحلو:1997
- مسرحية دستور يا أسيادنا:1995-في العروض الأولى
- تمثيلية ما وراء القناع:1995

## وصلات خارجية
- نرمين الفقي على موقع IMDb (الإنجليزية)
- نرمين الفقي على موقع الدهليز
- نرمين الفقي على موقع قاعدة بيانات الأفلام العربية
- نرمين الفقي على موقع قاعدة بيانات الفيلم (الإنجليزية)